# Figurisme
Het figurisme was een methode van interpretatie van de Dertien Klassieken, een verzameling Chinese geschriften die gezamenlijk de canon van het confucianisme vormen. De methode werd ontwikkeld door vooral Franse jezuïeten, die verbonden waren aan de missie van de jezuïeten in China. Het figurisme bood een verklaring van de klassieke Chinese teksten, waarin getracht werd aan te tonen dat daarin “tekenen” (figurae) aanwezig waren die refereerden aan een eerdere openbaring van God in China.  

## Steun in vroegere tradities in de theologie
De  jezuïeten zochten voor hun methode steun in eerder gehanteerde tradities.

### Typologische exegese
Een typologische exegese werd in de periode van het vroege christendom gebruikt waarbij gebeurtenissen en personen uit het Oude Testament worden gezien als voorafschaduwingen of typen van het leven van Jezus Christus. De typologische uitleg is al terug te vinden in het Nieuwe Testament, bijvoorbeeld in de Eerste brief van Paulus aan de Korintiërs, waar Paulus herhaaldelijk schrijft over  “voorbeelden”, zoals “ deze dingen gebeurden als voorbeelden voor ons”. In de Griekse tekst staat hier het woord  typos. In de Latijnse tekst het woord  figurae. Dat kan zowel door voorbeeld als door teken vertaald worden. De methode was erop gericht de gebeurtenissen in het Oude Testament te accepteren als symbolen en allegorieën van een diepere waarheid.

### De oude theologie
De oude theologie  (prisca theologia) veronderstelde een goddelijke openbaring buiten de joods-christelijke context bij personen als bijvoorbeeld Melchisedek, de Koningin van Seba, sommige Griekse filosofen als Pythagoras, Socrates, Plato en verder Hermes Trismegistus en Zoroaster. Enkelen van hen hadden hun  “openbaring “ met thema's als de toekomstige verlosser, drie-eenheid beschreven in boeken die vergelijkbaar zouden zijn met het Oude Testament.  

### De christelijke kabbala
Gebaseerd op de christelijke kabbala ontwikkelde zich in de vijftiende eeuw een Bijbelexegese, die elementen van die kabbala combineerde met die van de oude theologie en het neoplatonisme. Leidende figuren in deze beweging waren onder meer Giovanni Pico della Mirandola en Athanasius Kircher. 
Het figurisme paste deze tradities toe op de uitleg van klassieke Chinese teksten. De figuristen geloofden dat men in deze teksten “tekenen “  ( figurae) kon vinden die refereerden aan een christelijke openbaring in China.

## Figurisme in de ritenstrijd
Joachim Bouvet  (1656-1730) was de grondlegger van het  figurisme. Hij was sinds 1688 in Peking aanwezig. De belangrijkste pijler van de missiestrategie van de jezuïeten was het accommoderen van een aantal Chinese riten in de uitoefening van het christendom in China. Het belangrijkste van die punten was het toestaan van de verering van Confucius en voorouderverering meer in het algemeen. 
In 1693 vaardigde de apostolisch vicaris van Fujian, Charles Maigrot, in het document  Mandatum seu Edictum  echter een verbod af ten aanzien van de tolerantie van de riten. Vanaf dat moment gaat het conflict, bekend als de ritenstrijd, echt escaleren. Bouvet trachtte de redenen voor het verbod te weerleggen en ontwikkelde een vorm van theologie die gebaseerd was op de klassieke Chinese teksten. Hij schreef een aantal werken in het Chinees waaronder  Tianxue benyi   (De ware oorsprong van de Doctrine van de Hemel) en  Gujin jing Tian jian (De Spiegel van de Oude en Nieuwe Doctrine van het Vereren van  de Hemel)
Hierin trachtte hij te bewijzen dat de Chinezen in de oudheid al de enige ware God kenden door te refereren aan ruim driehonderd citaten uit de klassieke Chinese literatuur. Hij identificeerde de mythische Chinese keizer Fuxi met  Hermes Trismegistus alsmede met Enoch uit het Oude Testament. Op die wijze verbond Bouvet een lijn van de oudste patriarchen van het Oude Testament met de oudste Chinese heersers. In 1710 schreef hij een brief aan Leibniz . In de brief stelde hij, dat hij het binair getalstelsel  van Leibniz gevonden had in de  64 hexagrammen van het Boek der Veranderingen.

## Thema's
Bouvet richtte een academie op in China met andere prominente Franse jezuïeten, die hem ondersteunden. De figuristen vonden gezamenlijk een aanzienlijk aantal meerdere thema's in de Chinese literatuur. Een aantal voorbeelden zijn: 
- Uit de gelijkenis tussen het symbool voor Ying Yang en dat van "Ain Suph" uit de Hermetische kabbala kwamen ze tot de conclusie dat de Chinezen God hadden gekend.
- In de  hexagrammen 11 en 12 van het Boek der Veranderingen, beide samengesteld uit de trigrammen aarde en hemel, zagen zij de bevestiging van het oude christelijke schema van de Drie Tijdvakken van de Wereld. (Het tijdvak van de eerste menselijke wezens zonder zonde; het tijdvak van de opstand van de engelen en mensen, de oorspronkelijke zonde;het tijdvak Jezus Christus als de Verlosser).
- Hexagram 5, samengesteld uit de trigrammen hemel en water, werd gezien als een analogie van  Jesaja 45.8 met de tekst “ Hemel, laat gerechtigheid neerregenen, laat haar neerstromen uit de wolken”. Dat gaf aanleiding om Confucius op dezelfde wijze te zien als  Johannes de Doper en als de voorganger van een toekomstige verlosser.
- In hoofdstuk 42 van de Tao Te Ching staat de zin “ De goddelijke beweging genereert de Eerste, De Eerste genereert de Tweede. Die Twee genereren de Derde. Deze genereren alle ( gecreëerde) zaken”.  Dat zou een referentie moeten zijn naar het dogma van de Drie-eenheid.
- Ook de Chinese karakters zouden aantonen dat de klassieke Chinese literatuur in ieder geval sporen had van het christendom.  San   三  ( drie, driemaal een) was de Drie-eenheid.

- Chuan  ( 船 ) schip, bestaande uit 八, (acht),  口 ( mond) en舟(boot) had de betekenis van van een schip met acht personen en was de  Ark van Noach met zijn drie zonen en hun vrouwen.

## Oppositie
De activiteiten van de figuristen kregen hevige oppositie, zowel van de  Chinese geletterde elite, personen uit de missie in China alsmede  van de jezuïtische beweging in Europa. Een van de meest controversiële punten was, dat zij pretendeerden over een methode te beschikken die het einde van de wereld kon berekenen. Hun opvatting, dat de Chinezen in de Oudheid al reeds kennis van de christelijke God hadden, kreeg als tegenwerping de vraag waarom deze dan alsnog bekeerd dienden te worden. 
Een meer strategische afweging was de opvatting dat dit soort controversiële standpunten de positie van de jezuïeten in de ritenstrijd verder zou verzwakken. Als gevolg daarvan werd geen van de publicaties van de figuristen tijdens hun leven in Europa gepubliceerd.  De figuristen werden uiteindelijk door de leiding van de missie ook doelbewust op missieposten verspreid over China geplaatst en dat had tot gevolg dat zij niet tot een gezamenlijk gedragen concept over hun methode alsmede hun conclusies konden komen. 